# سيمبل بلان
سيمبل بلان هي فرقة روك كندية من مدينة مونتريال تأسست عام 1999 من قبل بيير بوفير، تشاك كومو، جيف ستينكو وسيباستيان يفبفر.

## روابط خارجية
سيمبل بلان على موقع IMDb (الإنجليزية)
- سيمبل بلان على موقع ميوزك برينز (الإنجليزية)
- سيمبل بلان على موقع أول ميوزيك (الإنجليزية)
- سيمبل بلان على موقع ديسكوغز (الإنجليزية)